# Skowhegan
Skowhegan, também conhecida como "Skowvegas" é a sede do Condado de Somerset, Maine, nos Estados Unidos da América. 
Segundo as estimativas de 2000, a população da cidade rondava os 8824 habitantes.
Todos os anos, no mês de Agosto, Skowhegan recebe a Feira Anual de Skowhegan. Trata-se da feira mais antiga dos Estados Unidos da América.